# Liste deutscher Palindrome
Die Liste deutscher Palindrome führt bekannte Wort-, Satz- und Satzfragmentpalindrome auf, die aus Wörtern aus dem deutschen Wortschatz gebildet sind.
1. Wortpalindrome
2. Satzpalindrome und Satzfragmentpalindrome

## Wortpalindrome
Die folgende Liste enthält Wortpalindrome, die in Wörterbüchern nachweisbar sind, als Lemma in der deutschsprachigen Wikipedia verzeichnet sind oder andere (Literatur-)Quellen besitzen. Die Liste enthält keine Abkürzungen, da alle zwei- und dreibuchstabigen und fast alle vierbuchstabigen Kombinationen in entsprechenden Verzeichnissen gelistet werden.
Nicht aufgenommen sind Wortpalindrome, die rückwärts gelesen einen anderen Sinn ergeben als vorwärts (wie zum Beispiel die Wörter Lager – Regal oder Leben – Nebel).

### A
- Aa (Kindersprache für Kot)
- Aba (sackartiger Mantelumhang der Araber)
- Abba (Vater Gott)
- Ada (w. Vorname)
- Adda (Quellbach im Hohen Fläming)[3]
- Affa (Ortsteil von Leiblfing, Deutschland)
- Aga (ehemaliger türkischer Titel; gegenwärtig Bestandteil des Titels des Oberhauptes (Imam) der islamischen religiösen Gemeinschaft der nizaritischen Ismailiten; außerdem Stadtteil von Gera, auch ein Name einer südamerikanischen Krötenart)
- aha (Interjektion)
- Aha (Stadtteil von Gunzenhausen; Ortsteil der Gemeinde Schluchsee), Element der Gartengestaltung
- Aja (Erzieherin am Hof, auch Göttin, Volk, Sprache)
- Ala (Reiterverband im Römischen Heer)
- alla (in: alla breve)
- Alla (Ortsteil von Sankt Georgen an der Stiefling, Österreich)
- Alula (Feder am Daumen des Vogelflügels)
- Ama (japanische Muscheltaucher)
- Ana (Sammlung von Aussprüchen berühmter Personen)
- Anina (weiblicher Vorname)
- Anna (weiblicher Vorname)
- Annasusanna[4]
- Ara
- Assa (Froschgattung, Bach im Engadin)
- ata, atta (Kindersprache für Spaziergang)
- Atta (Weizenmehl in der indischen Küche, Ameisengattung und anderes, siehe Atta)
- Aua (Ortsteil von Neuenstein, auch Schmerz)
- aua (Schmerzschrei)
- Ava (weiblicher Vorname)
- Aya (Vers einer Koransure)

### B
- beb (Konjugation zu beben)
- begeb (Konjugation zu begeben)
- beheb (Konjugation zu beheben)
- beleb (Konjugation zu beleben)
- beweb (Konjugation zu beweben)[5]
- Bib (Im Sport übliche internationale Bezeichnung der Startnummer)
- Bob (Name, Sportgerät, Frisur)
- Bub (süddeutsch/österreichisch für Junge/Knabe)
- Burggrub (mehrmals vorkommender Ortsname in Bayern)

### D
- Dad (umgangssprachlich für Vater)[6]
- Dioid (Algebraische Struktur)
- Drehherd[7]

### E
- Ebbe (ablaufendes Wasser)
- ebbe (Konjugation zu abebben)
- ecce (lat., siehe Ecce homo)
- Ede (klischeehafter Name für einen (Klein-)Kriminellen, vermutlich aus rotwelsch: Freund, Genosse)[8]; Kurzform für „Eduard“ und „Edwin“
- Ee (Bezeichnung für ein Seegatt wie der Accumer Ee und der Wichter Ee)
- Effe (regionale Bezeichnung der Ulmen)
- Egge (Agrokulturgerät, auch Mittelgebirge)
- egge (Konjugation zu eggen)
- Ehe
- ehe (relative Zeitangabe)
- Eie (veralteter Dativ zu Ei)
- eie (Konjugation zu eien)[9]
- Eke (historisches Binnenschiff)
- Elle (Unterarmknochen, Maßeinheit)
- Emme (Fluss in der Schweiz)
- ene (im Kinderreim ene, mene, muh)
- Enone (α,β-ungesättigte Ketonen)
- Epe (ehemalige Gemeinde im Kreis Borken)
- Eppe (Stadtteil von Korbach, Deutschland)
- Esse (Feuerstelle)
- esse (Konjugation zu essen)
- Ette (Nebenfluss der Jagst)
- Eue (Ortsteil von Bohmte)
- Eue, Eve (regionaler Name der europäischen Eibe)
- Ewe (Sprache)
- exe (zu exen, von der Hochschule verweisen, auch umgangssprachlich für auf ex trinken)
- Exe (Platz und Stadtviertel von Flensburg)

### G
- Gag (Witz)
- Gig (Schiff, Wagen, Auftritt)
- Gnudung[10]
- Gog (König des Alten Testaments)
- Grassarg (Sarg aus Gras)[11]

### H
- häh (Nebenform zu „hä“[12])
- Hallah (Ortsteil von Vollersode)
- Hammah (Ort im Landkreis Stade, Deutschland)
- handnah, (Spezialbegriff der Bauprüfung)
- hangnah[13]
- Hannah, weiblicher Vorname
- hoh[14] (Ruf des Erstaunens, auch umgangssprachlich für „hoch“)
- Höh (Abkürzung zu „Höhe“, z. B. im Kirchenlied „Allein Gott in der Höh sei Ehr“; Stadtteil von Lüdenscheid; Ortsteil von Bergneustadt; Namensteil von Die Höh, einem Bergrücken in Nordrhein-Westfalen)
- höh (Konjugation zu „höhen“)
- huh
- hüh

### I
- i (Ausruf des Ekels, des Abscheus)
- ibi (lateinisch für „dort“, in Sprichwörtern wie „ubi bene, ibi patria“)
- Idi (Kurzform des Schimpfwortes Idiot)[15]
- Ihi[16]
- Immi (ehemaliges Getreidemaß in der Schweiz)
- Irori (traditioneller japanischer Herd)

### K
- Kaak, Kak (veraltet für Pranger)
- Kajak (Wasserfahrzeug)
- Kanak (Volk melanesischer Ureinwohner in Neukaledonien)
- Kasak (kaukasischer Teppich) oder Kasak (Pflegekleidung im Krankenhaus)
- Kek (Schimpfwort im Rapper-Slang)[17]
- Kelek, Kellek (orientalisches Floß)
- Kukuk (abblendbare Schiffslaterne, Ortsteil von Seedorf und der Gemeinde Hohen Pritz, Deutschland)

### L
- Laal (Kleinsprache im Tschad)
- Lagerregal[18]
- Legel (Ring zum Befestigen eines Segels)
- Legovogel[19]
- Lehel (Beispiel für einen von über 200 palindromischen Vornamen, Stadtteil in München: Beispiel für einen von über 500 palindromischen Ortsnamen)
- Lemmel (Ortsteil von Hude)
- Leseesel (Historisch: gepolstertes Gestell zum Sitzen vor einem Lese- oder Schreibpult)[20]
- Lessel (Ortsteil von Langwedel)
- Level (Niveau)

### M
- Madam (eingedeutschte Schreibung für Madame)
- Malajalam, Malayalam (Sprache in Südindien)
- Mam (Volk und Sprache in Mittelamerika)
- Maqam (arabische Musik)
- Marktkram[21]
- Matam (Trauerzeremonie der Schiiten)
- Medem (Fluss in Niedersachsen)
- Melem (polyzyklische chemische Verbindung)
- Mem (auch hebräischer Buchstabe)
- Mīm (arabischer Buchstabe)
- mim (Imperativ zu mimen)
- minim (Schweizerhochdeutsch für minimal)[22]
- Mom (umgangssprachlich für Mutter)
- Monom (eingliedrige Zahlengröße)
- Mononom (Nebenform zu Monom)
- Mum (umgangssprachlich für Mutter)
- Mussum (Stadtteil von Bocholt, Deutschland)

### N
- Naan (Asiatische Brotsorte)
- Naban (Burmanisches Ringen)
- Nan (Nebenform zu Naan, chinesischer Titel)
- Natan (m. Vorname)[23]
- neben (relative Ortsangabe)
- Neffen (Verwandte zweiten Grades)
- Nellen (Plural zu „Nell“, Spielkarte im Jass)
- ’nen
- nennen (Verb)
- Neozoen (Tierarten, die unbeeinfl. oder vom Menschen beeinfl. in ein Gebiet gelangt sind, das nicht ihre urspr. Heimat war)
- Neppen (Ortsteil von Maierhöfen, Deutschland)
- neppen (Verb)
- netten (Deklination des Adjektives „nett“)
- netzten (Präteritumsform des Verbs „netzen“)
- Neuen (deutscher Name von Krzeszówek in Schlesien, Deklination des Nomens der/die/das „Neue“)
- neuen (Deklination des Adjektivs „neu“)
- Nisin (antibiotisch wirkendes Peptid)
- Non (Stundengebet, Mittagszeit)
- non (Flexion zu nonen (Mittagsruhe halten), lateinisch 'nicht', in vielen Redewendungen aus dem Lateinischen, z. B. Conditio sine qua non)
- Nonanon (Keton mit neun Kohlenstoffatomen)
- Nonenon (Keton mit neun Kohlenstoffatomen und einer Doppelbindung)
- Noninon (Keton mit neun Kohlenstoffatomen und einer Dreifachbindung)
- Notton (Warnton)[24]
- Nun (hebräischer Buchstabe)
- nun (Zeitangabe)

### O
- o (Ausruf der Freude, des Schreckens)
- Obo (Tibetanischer Steinhaufen)
- Odo (m. Vorname)
- oho (Interjektion)
- Okko (m. Vorname)
- Ommo (m. Vorname)
- Onno (m. Vorname)
- Otto (m. Vorname)
- ovo (in den Ausdrücken „ab/ex ovo“, lateinisch für „von Anfang“ an)[25]

### P
- Pep (Schwung, Szenebezeichnung für Amphetamine)
- Planalp (Weiler und Almregion oberhalb von Brienz in der Schweiz)
- Poop (Schiffsdeck)
- Pop
- Pup (Blähung)
- pup (Imperativ zu pupen)

### R
- Radar
- rar (selten)
- Redder (heckenbegrenzter Weg)
- Reer (Ortsteil von Blender, Deutschland)
- Reffer (Segelzubehör)[26]
- Regallager[27]
- reger (Steigerung von ‘rege’ (sein))
- Reher (Ort in Deutschland)
- reher (Deklination zu rehe)[28]
- Reitstier[29]
- Reittier
- Reliefpfeiler
- Remmer (männlicher Vorname)
- Remer (Volk in Belgien zur Römerzeit)
- Renner
- Rentner
- Reper (sich auf den Ortsteil Repe der Stadt Attendorn beziehend, z. B. Reper Höhe)
- Resser (sich auf den Ortsteil Resse der Stadt Gelsenkirchen beziehend, z. B. Resser Mark)
- Retter
- Reyer (sich auf den Ortsteil Rey der Gemeinde Altkalen beziehend, z. B. Reyer Schloss)
- rör (Imp. zu rören)
- Ror (Namensteil der Burg Ror im Zollernalbkreis)
- Rotator (Magnet zum Hervorrufen des Faraday-Effekts)
- Rotor
- Rur (Nebenfluss der Maas)

### S
- Saas (Ort in der Schweiz, Ortsteil von Bayreuth)
- Sabas (Gen. zu Saba)
- Sagas (Plural zu Saga)
- Salas (Plural zu Sala, ein thailändischer Pavillon)
- Sallas (Gen. zu Salla, Ort in Österreich)
- Saras (Gen. zu Sara, Vorname)
- Sarras (historische schwere Waffe)[30]
- Sedes (in Sedes Apostolica und Sancta Sedes = Apostolischer/Heiliger Stuhl)[31]
- Sees (Gen. zu See)
- Semes (Gen. zu Sem, u. a. fachsprachlich in der Linguistik verwendet)
- Sennes (Gen. zu Senne, auch Sennes-Naturpark in Südtirol)
- sereneres (Komparativ zu seren: heiter, strahlend)
- Serres (Ortsteil von Wiernsheim, Deutschland)
- Sexes (Gen. zu Sex)
- Sojos (Plural zu Sojo, Rang im Buddhismus)
- Sokos (Plural zu Soko, keine Abkürzung, sondern ein Duden-verzeichnetes Kurzwort)
- soldlos (ohne Sold)[32]
- Solos (Gen. zu Solo)
- Soos (Naturreservat im Egerland, gemeindefreies Gebiet bei Nürnberg)
- Staats (Gen. zu Staat, auch Ort)
- Stannats (Gen. zu Stannat, Salz der Zinnsäure)
- stets
- Stits (Ortsteil von Stafstedt, Deutschland)
- Sucus, Succus, Sukkus (medizinischer Pflanzensaft)
- Summus (im Ausdruck Summus Pontifex, lateinischer Titel für den Papst)
- Surrus (bairisch für Rausch)[33]
- Sus (antike jüdische Münzeinheit)
- sus[34] (jugendsprachlich für verdächtig; war in Deutschland auf Platz 2 der Jugendwörter des Jahres 2021)
- Süs (Deutscher Name des Schweizer Ortes Susch)

### T
- Tannat (tanninreiche Rebsorte)
- Tartrat (chemische Substanz)
- Tat
- tat (Präteritumsform des Verbs „tun“)
- tät’ (Nebenform zu täte)
- Teebeet (Beet für Tee)[35]
- teet (Flexionsform zu „aufteen“: den Golfball zum Abschlag auf das Tee aufsetzen)
- Testset[36]
- Tet (hebräischer Buchstabe)
- Tillit (Gestein)
- torfrot (Farbe)[37]
- tot
- töt (Imperativ zu töten)
- Trabart (Pferdegangarten sowie ein Vorname)[38][39]
- Tramart (Arten von Straßenbahnen)[40]
- Tranart (Arten von Tran)[41]
- Trollort (Ort, an dem Trolle sind)[42]
- Tugut (Gegenteil zum Tunichtgut)[43]
- tut (Flexionsformen zu den Verben „tuten“ und „tun“)
- tüt (Flexionsform zu eintüten)

### U
- Udu (afrikanische Trommel)
- Uhu (Eulenart)
- Ulu (traditionelles Messer der Eskimos)
- Uru (Volk am Titicacasee)
- usu (im Ausdruck ex usu: Aus der Erfahrung)

### V
- viv (aufgeweckt)

### W
- Waw (hebräischer Buchstabe)
- Woddow (Ortsteil von Brüssow, Deutschland)
- Wow

### Z
- Zeez (Ortsteil von Wiendorf in Deutschland)

### Bemerkungen
Die längsten deutschen Wortpalindrome sind also: Reliefpfeiler (13), Annasusanna (11), Lagerregal (10), Regallager (10), Legovogel (9), Malajalam (9), Marktkram (9), Reitstier (9), sereneres (9).
Darüber hinaus gibt es eine nahezu unbegrenzte Menge weiterer Wortpalindrome, die sich in mehrere Kategorien einteilen lassen:
- Über 1000 Toponyme (geografische Namen)[44] wie Ada, Ii oder das Stadtviertel Akasaka in Tokio, die Gewässer mit dem Namen Aa oder die Flüsse Adda und Ćirić
- Über 200 Vornamen[45] aus aller Welt wie Lehel, Neven, Onno (mit der Variante Ommo) oder Teet
- Fachausdrücke und wissenschaftliche Bezeichnungen oder Namen. Beispiele sind Nun (hebräischer Buchstabe), Cauac (Religion), Acca (Biologie), Aidemedia (Zoologie), Laal (Sprache)
- Eigennamen von Firmen, Produkten, Clubs oder Bands, die meist bewusst als Palindrom gewählt wurden. Beispiele sind Tennet, Ata, Civic, Sugus, Tacocat, Xamax, Xanax, Maoam oder die Popgruppe Abba
- Songs verschiedener Bands, die bewusst als Palindrom gewählt wurden, wie Animositisomina, Aoxomoxoa, Dorkrockcorkrod bis hin zu Satanoscillatemymetallicsonatas
- Schließlich scherzhafte bis konstruierte Wortzusammensetzungen von APO-Opa über Mongognom, Lebensnebel, Ex-Ehe-Hexe, Lagertonnennotregal, Samoaomas, Eibohphobie, den berühmten Retsina-Kanister bis hin zu Wort-Aneinanderreihungen mit sehr fraglichem Sinn wie Dienstmann-Amtsneid, Lido-Kork-Krokodil, Maetressen-Huhn-Esser-Team, Siamesen-Ego-Genese-Mais

## Satzpalindrome und Satzfragmentpalindrome

### A
- Ada neben Bob, oho, Bob neben Ada.
- Adam, ritt Irma da?
- Ade, Heda[46]
- Ade, ruh’ neben Hure da.
- Adele: „Bei Leni, Lora, Karoline liebe Leda!“
- Adele, bei Leid den Eddie liebe Leda!
- Adele, dabei nie bade Leda
- Adele, deute ei die Etuede Leda!
- Adele: „Die Made da meide, Leda!“
- Adele, diene! Beneide Leda!
- Adele: „Dies nie gar trage in Seide, Leda!“
- Adele: „Dies nimm in Seide, Leda!“
- Adele, es erhitzt ihre Seele da
- Adele, flehe bei Leid: „Dem Eddie Liebe helfe, Leda!“
- Adele, gar frei hier frage Leda!
- Adele, gerne betet eben rege Leda!
- Adele, Ines liebe Ilse, nie Leda!
- Adele, Inga mag nie Leda!
- Adele, Ingo wog nie Leda!
- Adele, in Oslo hol so nie Leda!
- Adele: „Iwan, nimm Minna wie Leda!“
- Adele, kletter! Rett Elke, Leda!
- Adele: „Nie dreimal, Bodo, blamier deine Leda!“
- Adele, nie du ertrage gar treu deine Leda!
- Adele: „Sie lallen, Ella, leise ‚Leda‘!“
- Adieu! Erfreue Ida!
- Adi neben Ida.
- Aida netzte Nadia.
- Alle Bananen, Anabella!
- Alle Bohnen hob Ella.
- Alleine, Leda, bade Leni Ella!
- Alleine leide die Leni, Ella!
- Alleine liebe bei Leni Ella!
- Allein nahm Hanni Ella.
- Alleine – los! – flehe: „Helf so, Leni, Ella!“
- Alleine lies: „Eine Tote nie sei Leni, Ella!“
- Alle neben Ella.
- Alle netzten Ella.
- Am Amt Ahnung nun hat Mama
- „Am Amt nie man renne denn, Erna!“, meint Mama
- Am Amt nie – weise! – sie weint, Mama!
- Am Amt siege Geist, Mama!
- Am Meere, oh Rene’, die beiden erhoere Emma!
- Amor beleb Roma. (Amore belebe Roma.[47][48])
- An Oli liegt geil Ilona.
- An Omar liegt geil Ramona.
- Andere DNA
- „Anita, bade da!“, bat Ina
- Anita bat Ina.
- Anita, beiss sie, bat Ina.
- „Anita, beneide nie eine! Diene!“, bat Ina
- „Anita, beton ei die Note da!“, bat Ina
- „Anita blamier dreimal!“, bat Ina
- Anita hatte mal, Knut, Stunk. Lametta hat Ina.
- Anita, Heidi, die hat Ina!
- Anita: „Helle Bananen, Anabelle, hat Ina!“
- Anita, helle Felle hat Ina.
- Anita, lass Ananassalat Ina!
- Anita, red los! Isolde, rat ina!
- „Anita, beisse nie eines sie!“, bat Ina
- Anna, hebe Hanna!
- Anna hetzte Hanna.
- Anni mag Lehrer, Helga Minna.
- Anni roch Corinna.
- Anni, meide die Minna!
- Ave, Eva.

### B
- Banner, Timo, Omi trenn ab!
- Barg, Minna, Dein Axel Alexa nie dann im Grab?
- Barg man Nadine, Leni, dann am Grab?
- Barg, miese Ilse, es Liese im Grab?
- Barg nie das, liebe Ilsa, dein Grab?
- Barg nie Drogen, Egor, dein Grab?
- Basel las alles ab.[48]
- Bau ab!
- Bau dein Radar nie, du, ab!
- Bau, Enno, Ton neu ab!
- Baue neu ab![49]
- Bau du ab!
- Bauer, trete Ida Dieter treu ab!
- Bei der Edna redete der andere Dieb.
- Bei Hexe: Hieb![50]
- „Bei Leda“, bat er Greta, „bade lieb!“
- Bei Leda, Benno, sie bei Sonne bade lieb!
- Bei Leda, Bodo, bade lieb!
- Bei Leda, Bruno, nur bade lieb!
- Bei Leid er eine lieb!
- Bei Leid den Eddie lieb!
- Bei Leni er eine lieb!
- Bei Liese sei lieb!
- Bei Lutz tu lieb!
- Beiss nie ins Sieb!
- Bohnen nie, Rolf, Lore innen hob.
- Bohrer, ei Heino, so nie er hier hob!
- Borge Kleie bei Elke, grob!

### D
- David M. liftet Filmdiva D.
- Der fragt gar Fred.
- Der Freibier-Fred.
- Die Lida tut Adi leid.
- Die Liebe fleht: Helfe bei Leid!
- Die Liebe geht, hege Beileid!
- Die Liebe, ist sie Beileid?
- Die Liebe ist Sieger, rege ist sie bei Leid.
- Die Liebe ist Sieger, stets rege ist sie bei Leid.
- Die liebe Tote! Beileid!
- Die Lila tut Ali leid.
- Die Rede – ist sie der Eid?
- Dir, Gisela, male Ina dein Kajak! Nie, Daniela, male Sigrid!
- Draculas Alu-Card.
- Dreh Magiezettel um, Amulette zeig am Herd!
- Dreh mal am Herd!
- Dreh mit Forelle Teller oft im Herd![51]
- Du, erfror Freud?

### E
- E-Dur, Trude!
- egale Lage
- Ehe sei stets nur unstet, sie sehe.[52]
- Ehetum mit Ella nennen alle, Tim, Mutehe.
- Eher ein Reittier, nie Rehe.
- Eil, Amalie!
- Ein agiler Hit reizt sie. Geist?! Biertrunk nur treibt sie. Geist ziert ihre Liga nie!
- Ein Eber esse Rebe nie.
- Ein Eber grub relativ nah an Madam, nah an vitaler Burgrebe nie.
- Ein Eheleben stets, Nebelehe nie!
- Ein Eis esse sie nie.
- Ein Eisgrab barg sie nie.
- Ein Esel lese nie.
- Ein Examen? Ne Maxe, nie!
- Ein Golf flog nie.
- Ein Ledergurt trug Redel nie.
- Ein Leben mit Hegel? Der Edle geht im Nebel nie.
- Ein Neger mit Frust surft im Regen nie.
- Ein Neger mit Gazelle zagt im Regen nie.
- Ein Neger mit Regal lagert im Regen nie.
- Ein Neger mit Seil liest im Regen nie.
- Ein Rabe gebar nie.
- Ein Regal mit Sirup pur ist im Lager nie.
- Ein Seetier iss, oh Ossi, reite es nie.
- Ein Siamese lese Mais nie.
- Ein teuer Reittier reuet nie.
- Eine Blase salbe nie.
- Eine Gans nage nie.
- Eine güldne, gute Tugend: Lüge nie!
- Eine Horde bedrohe nie!
- Eine Hure ruhe nie.
- Eine Madame? Nie!
- Eine Note betone nie.
- Eine so Kesse kose nie.
- Eine treue Familie bei Lima feuerte nie.
- Einhorn roh? Nie!
- Eins nutzt uns: Amore. Die Rederei da, die Rederei der Omas, nutzt uns nie.
- Eis feil, ei wo Eis feil, lief sie o wie lief sie.
- Ei ward nass, ach Cassandra, wie?[51]
- Elietta hat Teile.
- Ella rüffelte Detlef für alle.
- Elly biss Sibylle.
- Emma, behend ’ne Hebamme!
- Emma, so litt Tilos Amme!
- Emmas Amme
- Er habe nie eine Bahre.
- Er hortet Rohre.
- Erika feuert nur untreue Fakire.
- Erol, red nie in der Lore.
- Es eil’ nur die Heidrun, Liese.
- Es eilt, Liese!
- „Es Liebe gedieh“, rede Knut. „Es sorge nie Amok! Mireille, Tim sei mein!“. Lore rede geil: „Ella fair alles sieh! Es liebe Ilse heiss Ella! Ria falle! Liege der Erol nie mies mit Elli er im Koma! Eine grosse Tunke der Heide gebe Ilse!“
- Es sind Ödnisse.
- Ethel flehte.

### G
- Geil am Lehrer, Helma, lieg!
- Geist, sieg!
- Geist ziert Leben, Mut hegt Siege, Beileid trägt belegbare Reue, Neid dient nie, nun eint Neid die Neuerer, abgelebt gärt die Liebe, Geist geht, umnebelt reizt Sieg.
- Gewebe weg!
- Golfball abflog.
- Grasmitte, da kniet ein Kadett im Sarg.
- Grub Nero nie in Orenburg?

### H
- Hä, Bierbrei? Bäh!
- Hanne sah Hasen nah.
- He, Guru, geh!
- Heide gedieh.
- Hermine – sie mag Ameisen im Reh.
- Hure, nie sei sie seine Ruh.

### I
- Ida war im Atlas, Abdul lud Basalt am Irawadi.
- Ilona liegt geil an Oli.
- In Nagold legen Hähne Geld, log Anni.

### K
- Knabe, nie neben eine Bank!

### L
- Lag er am Tore, der Otmar? Egal!
- Lag er im Kajak? Mir egal.
- Lambert, streb mal!
- Leben Knebel?
- Leben Mieter, Grete, im Nebel?
- Lebe nie neben Einebel!
- Leben Sie mit im Eisnebel!
- Leben Sie mit Siegreits Rune. Deine Zier sei dies: Reize nie den Urstiergeist im Eisnebel!
- Leb ohne den Hobel!
- Lege an eine Brandnarbe nie Naegel!
- Leg in eine so helle Hose nie’n Igel!
- Leg Raps ein, nie Spargel.
- Leo, gib Lehrer Helbig Oel!
- Leo hortet Rohoel.
- Leo, lege nie diese Seide in Egel-Oel![53]
- Leo, spar Rapsoel!
- Leonie bewegt Gewebe in Oel.
- Lesen Esel?
- Lieb nie ein Beil!
- Liese, tu Gutes, eil!
- Lin mied Ede im Nil.

### M
- Madam: „Hansi, Eis nahm Adam!“
- Madam, Hans nahm Adam.
- Madam: „Mut sei nie stumm, Adam!“
- „Made“, nie „Gast“, sage in Edam!
- Mag Lama Amalgam?[52]
- Mark, grub Nero neben Orenburg Kram?
- Mark, mir Nina man intim kram!
- Marktsitten: Nett ist Kram!
- Mit Geist Sinn ist Sieg, Tim.
- Motte tötet Tom.
- Mum Margot, kipp’ Piktogramm um!
- Murre nie einer rum.
- Mut kam im Akt um.
- Mut, setzt Test um!

### N
- Na, Fakir, Paprikafan?
- Na, Freibierfan!
- Nag nur Hans’ Nahrung an!
- Nage vegan!
- Na? Grosses Essorgan?
- Naive Neger regen Evi an.
- Namen nenne man!
- Nebel bei Siebleben
- Nebel, nie Nessel, Aal essen, ein Leben
- Nebel sei dies Leben.
- Nebelhure, töte Ruhleben!
- Ne Biene, die bei den Eiben hastet – sah ’ne Biene die beiden Eiben?
- Neffen neppen Neffen.
- Nein, kann Anna knien?
- Nette Kork-Kroketten
- Nette rege Ilsa, Moni na will Iwan in Omas Liege retten.
- Nette Rehe retten.
- Nette retten
- Netter Epos, Operetten.
- Neuer Dienst mag Amtsneid reuen.
- Nie, Amalia, lad nen Dalai Lama ein!
- Nie, Erika, fette Fakire ein!
- Nie fragt sie: Ist gefegt? Sie ist gar fein!
- Nie grub Ramses Marburg ein.
- Nie, Knabe, nie grub Nero neben Orenburg eine Bank ein!
- Nie leg Raps neben Spargel ein!
- Nie reib Timo, nur Bruno mit Bier ein.
- Nie sei sie sein!
- Nie setzt es ein.
- Nie solo sein!
- Nie Wein.
- Nie will Elli Wein.
- Niere grub neuen Neuenburger ein.[52]
- Nora & Ida neppen Adi & Aron.
- Nur die Heidrun
- Nur du, Gudrun!

### O
- O, du Udo!
- O, du relativ reger, vitaler Udo!
- O, du relativ vitaler Udo!
- O, Genie, der Herr ehre dein Ego!
- O, Greta, nun a tergo!
- Oh, Cello voll Echo!
- Omi tadelt Leda, Timo.
- Omi, Tessa hasse Timo!
- Omi: „Thomas Bert sehe strebsam, oh Timo!“
- Omi, toete Teo Timo!
- Omi: „Trag am Riff immer euer Emmi, Irma, gar Timo!“
- Omi, trag den und nun Edgar Timo!
- Omi: „Treff, Irma, am Riff er Timo!“
- Omi, Treff, oh hoff er, Timo.
- Omi, treibt Bier Timo?
- „O, Limetten!“, redete der nette Milo.
- O Tropenhoelle ohne Porto![49]
- Otto liebt bei Lotto.

### P
- Pepe in Tahiti hat nie Pep.
- Pils miefe im Slip.
- Pils, Mira, war im Slip!
- Pils mit Bier treibt im Slip.
- Plaudere, du Alp![50]
- Pur ist Saft fast Sirup.

### R
- Ramona, Hosen gab Agnes – oh! – an Omar.
- Ramona lag matt am Galan Omar.
- Rase, ach Caesar!
- Regal mit Sirup pur ist im Lager!
- Regine, webe weniger!
- Regine, wette weniger!
- Reib nie ein Bier.
- Reib, Tim, eine Brandnarbe nie mit Bier!
- Reih’s ein: Nies hier!
- Reit nie ein Tier!
- Reit nie mit Marktkram, Tim, ein Tier.
- Reit nie solo sein Tier.
- Reit nie tot ein Tier.
- Reizend lügt güldne Zier.
- Reizherd erhitzt ihre Drehzier.[51]
- Renate bittet Tibetaner.
- Rentner nennen Rentner.
- Rettender Retter, red netter!
- Retten Nebel Rentnerleben netter?
- Ria fand Edna fair.
- Risotto, Sir?
- Riss es, Sir?
- Rulf mit Sirup pur ist im Flur.

### S
- Sag, Anita, hat Ina Gas?
- Sei da Rapsoel Leos Paradies.[51]
- Sei fein, nie fies.
- Sei fein, nie mies – sei mein, nie fies.
- Sei fies!
- Sei fies – stets sei fies!
- Sei lieb – nebenbei lies!
- Sei mein, nie fies – sei fein, nie mies.
- Sie esse Eis!
- Sie: „Nie ein Eis!“
- Sie: „Nie lagere Regale in Eis!“
- Sie reist. Bald labt sie Reis.
- Sieb Eis!
- Simone sah neben Ellen eben Hasenomis.
- SMA weint: Esel, leset nie WamS!
- Spart Raps!
- Spart Straps!

### T
- Tarne nie deinen Rat!
- Tarne nie einen Rat!
- Tarne nie mit Tim einen Rat!
- Tarne nie feinen Rat!
- Tarne nie keinen Rat!
- Tarne nie, Leinenrat!
- Tarne nie meinen Rat!
- Tarne nie seinen Rat!
- Tat euer Knabe nie eine Bankreuetat?
- Ton tut not!
- Tor! Lang is’ eine Madame nie signalrot!
- Tote Diebe. Beide tot.
- Trab neben Bart!
- Trabt Bart?
- Treu Arthur nie in Ruh trauert.
- Trug Tim eine so helle Hose nie mit Gurt?
- Tunk nie Anna ein, Knut.
- Tunk nie (Otto; Hannah; Bob; […]) ein, Knut
- Tunk nie ein Knie ein, Knut!
- Tu erfreut!

### U
- Und nu?

### V
- Vitaler Nebel mit Sinn ist im Leben relativ.

### W
- Wo ruht Anna Thurow?[47]